# Hanil Bank FC
Der Hanil Bank Football Club (kurz Hanil Bank FC) ist ein ehemaliges Fußballfranchise aus Südkorea.

## Geschichte
Das Franchise wurde 1970 gegründet. Von der Spielzeit 1984 bis zur Spielzeit 1986 nahm es an der K League teil. Ihr Trainer dabei war Kim Ho, der später unter anderem Daejeon Citizen und Suwon Samsung Bluewings trainierte. Der Hanil Bank FC wurde im Dezember 1998 aufgelöst.
| Saison | Liga     | Kl. | Platz                                    | Tore  | Punkte |
| ------ | -------- | --- | ---------------------------------------- | ----- | ------ |
| 1984   | K League | 1   | 7. Platz (Hinrunde) 6. Platz (Rückrunde) | 26:49 | 34     |
| 1985   | K League | 1   | 7. Platz                                 | 18:30 | 16     |
| 1986   | K League | 1   | 5. Platz (Hinrunde) 6. Platz (Rückrunde) | 17:33 | 12     |